# Dirphya lucasii
Dirphya lucasii là một loài bọ cánh cứng trong họ Cerambycidae.